# Ревес, Геза (психолог)
Геза Ревес (венг. Géza Révész; 9 декабря 1878, Шиофок — 19 августа 1955, Амстердам) — венгерско-нидерландский психолог.
Первоначально изучал юриспруденцию, в 1902 г. защитил в Будапеште диссертацию доктора права. Затем посвятил себя изучению психологии, в том числе в Гёттингенском университете под руководством Георга Элиаса Мюллера. В годы обучения сблизился с Густавом Кафкой, Эдгаром Рубином и Давидом Катцем, тяготея к гештальтпсихологии. С 1906 г. работал в психофизиологической лаборатории Будапештского университета под руководством Франца Тангля. В 1920 г. по приглашению Герардуса Хейманса перебрался в Нидерланды и до конца жизни работал и преподавал в Амстердамском университете.
Наиболее известные работы Ревеса связаны с музыкальной психологией, начиная с монографии «К основаниям музыкальной психологии» (нем. Zur Grundlegung der Tonpsychologie; 1913), и психологией одарённости — итоговый труд «Талант и гений: Основы психологии одарённости» (нем. Talent und Genie; Grundzüge einer Begabungspsychologie; 1952). Среди материалов, послуживших Ревесу для этих исследований, — шестилетнее наблюдение за пианистом-вундеркиндом Эрвином Ньиредьхази, вылившееся в книгу «Эрвин Ньиредьхази: Психологический анализ музыкально одарённого ребёнка» (нем. Erwin Nyiregyházy: Psychologische Analyse eines musikalisch hervorragenden Kindes; 1916, английский перевод 1925 с пятью последующими переизданиями).
Именем Ревеса названа улица (венг. Révész Géza utca) в его родном городе.